# Амвросий Хорозидис
Амвросий (на гръцки: Αμβρόσιος, Амвросиос) е гръцки духовник, евдоксиадски епископ на Вселенската патриаршия от 2019 година.

## Биография
Роден е в Солун в 1982 година в семейство, произхождащо от Сятищко. Завършва Богословския факултет на Солунския университет, след това учи в Богословското училище на Светия кръст в Бруклайн, Масачузетс и в Санктпетербургската духовна академия.
Част е от клира на Сисанийската и Сятищка епархия. Монах е в Домовищкия манастир „Света Параскева“. Като йеродиякон служи в катедралния храм „Свети Димитър“ в Сятища. След това служи като велик протосингел при Патриаршията в Цариград.
На 10 юли 2019 година Светият синод на Вселенската патриаршия го избира за ръкополагане за евдоксиадски епископ, викарий на Писидийската митрополия. На 21 юли 2019 година в църквата „Свети Павел и Свети Алипий Стълпник“ в Анталия е ръкоположен за епископ от патриарх Вартоломей I Константинополски в съслужение с митрополитите Сотирий Писидийски, Стефан Галиполски и Мадитоски, Атинагор Кидонийски и Максим Силиврийски. Амвросий е наместник на храма „Свети Павели и Свети Алипий Стълпник“, в който се служи на църковнославянски, и който обгрижва новозаселилите се в Анталия православни, предимно рускоезични. В словото си при ръкополагането патриарх Вартоломей пожелава да се върнат любовта и мира в отношенията с Руската църква.